# Alice Sombath
Alice Dauphine Sombath (thailändisch อลิซ โดฟีน สมบัติ; * 16. Oktober 2003 in Charenton-le-Pont) ist eine französische Fußballspielerin. Die Abwehrspielerin, die auch die thailändische Staatsbürgerschaft besitzt, steht aktuell bei den OL Lyonnes unter Vertrag und spielt auch für die Nationalelf Frankreichs.

## Vereinskarriere
Alice Sombath, Tochter in Frankreich lebender thailändischer Eltern, begann mit dem Vereinsfußball als Siebenjährige bei einem Amateurklub aus Arcueil, südöstlich der französischen Hauptstadt gelegen. Ab 2013 gehörte sie der Jugendabteilung des Paris FC an. Vier Jahre später wechselte die Vierzehnjährige in das Nachwuchszentrum des großen Lokalrivalen Paris Saint-Germain FC. In ihrer Zeit bei PSG wurde das Talent der Fußballerin auch höheren Orts erkannt und Sombath wiederholt in die B-Jugend-Nationalelf berufen.
Im Sommer 2020 erhielt die 17-Jährige bei Olympique Lyon ihren ersten professionellen Vertrag. Ihr Debüt in der Erstligaelf von OL durfte sie aber erst zum Auftakt der Saison 2021/22 geben, als Trainerin Sonia Bompastor Sombath gegen Stade Reims sogar in der Startformation berücksichtigte. In Lyons „Starensemble“ brachte sie es in dieser Spielzeit noch auf elf weitere Punktspieleinsätze und konnte ihren ersten Meistertitel feiern. Auch in den folgenden drei Jahren bestritt die defensiv vielseitig einsetzbare Alice Sombath – überwiegend auf der rechten Seite, aber auch in der Innenverteidigung – bei Lyon jeweils mehr als die Hälfte der Punktspiele, etliche Landes- und bereits 15 Europapokalspiele, gewann drei weitere nationale Meistertitel und wurde im Oktober 2024 zur A-Nationalspielerin (siehe unten). Dennoch ist sie auch im Verein bisher keine unangefochtene Stammspielerin.

### Stationen
- COSM Arcueil (2011–2013)
- Paris FC (2013–2017)
- Paris Saint-Germain FC (2017–2020)
- Olympique Lyon (seit 2020)

## Nationalspielerin
Alice Sombath hat die Jahrgangs-Nationalauswahlen Frankreichs ab der U-16 durchlaufen. Für Frankreichs B-Jugend-Frauschaft – dort in U-16 und U-17 unterschieden – absolvierte sie 2019 insgesamt neun Länderspiele, sieben davon in der Startelf. Mit der U-19 bestritt sie 2021 und 2022 fünf Partien. In diesen beiden Jahren brachte sie es zudem auf elf Einsätze in der französischen U-20, stand dort in sämtlichen Begegnungen beim Anpfiff auf dem Platz und nahm an der Jahrgangs-Weltmeisterschaft in Costa Rica teil.
 Schließlich fehlt Sombath seit Februar 2023 nahezu bei keinem Spiel der U-23 ihres Landes; bis Mitte 2025 hat sie in diesem Kreis, der auch als B-Nationalteam bezeichnet wird, 15 Partien absolviert. Einen eigenen Treffer allerdings konnte sie von der U-16 bis zur U-23 noch nicht bejubeln.
Bei der französischen A-Nationalelf hat sie bisher acht Länderspiele zu Buche stehen und auch darin noch kein Tor geschossen (Stand: 19. Juli 2025). Sie debütierte unter Nationaltrainer Laurent Bonadei im November 2024 bei einem 2:1-Sieg gegen Nigeria an der Seite ihrer Vereinskameradin Wendie Renard. Der Trainer nahm Alice Sombath 2025 auch in sein Aufgebot für die Europameisterschaft in der Schweiz auf und machte sie bei diesem Turnier gemeinsam mit der gleichfalls erst 21-jährigen Thiniba Samoura zur Stammspielerin in Frankreichs Innenverteidigung. Hier schied sie mit Frankreich im Viertelfinale gegen Deutschland aus, nachdem sie im Elfmeterschießen Nerven zeigte und mit dem entscheidenden Versuch scheiterte.

## Palmarès
- Französische Meisterin: 2022, 2023, 2024, 2025
- Französische Pokalsiegerin: 2023 (ohne Einsatz im Finale)
- Champions-League-Siegerin: 2022 (ohne Einsatz im Wettbewerb)

## Nachweise und Anmerkungen
1. ↑  Thai footballer Alice Sombath makes history with call-up for France vom 22. November 2024 bei nationthailand.com
2. ↑  Quatre joueuses passent professionnelles vom 1. Juli 2020 bei olympique-et-lyonnais.com
3. ↑  Spieldatenblatt der Partie gegen Reims vom 27. August 2021 bei footofeminin.fr
4. ↑  Die statistischen Angaben zu ihren internationalen Einsätzen entstammen Sombaths unter Weblinks angegebenen Datenblatt von der Site des Landesverbands FFF.
5. ↑  Alice Sombath. Et si réussir se faisait en silence ? vom 22. April 2025 bei lesfeminines.fr
6. ↑  Berger als Heldin: DFB-Elf zieht trotz langer Unterzahl ins Halbfinale ein, Spielbericht auf kicker.de, abgerufen am 20. Juli 2025.

| Personendaten    | Personendaten                 |
| ---------------- | ----------------------------- |
| NAME             | Sombath, Alice                |
| ALTERNATIVNAMEN  | Sombath, Alice Dauphine       |
| KURZBESCHREIBUNG | französische Fußballspielerin |
| GEBURTSDATUM     | 16. Oktober 2003              |
| GEBURTSORT       | Charenton-le-Pont, Frankreich |